# Taeniaptera lauta
Taeniaptera lauta är en tvåvingeart som beskrevs av Cresson 1930. Taeniaptera lauta ingår i släktet Taeniaptera och familjen skridflugor.
Artens utbredningsområde är Panama. Inga underarter finns listade i Catalogue of Life.